# Santa Rita de Cássia, Bahia
Santa Rita de Cássia este un oraș din statul Bahia (BA) din Brazilia.